# Grafton Elliot Smith
Grafton Elliot Smith (født 15. august 1871 i Grafton, New South Wales, død 1. januar 1937 i Broadstairs, Kent) var en australsk født britisk egyptolog og læge.
Smiths ekspertise var hjernens anatomi.
Han er kendt for sine såkaldte hyper-diffusionistiske hypoteser om forhistorien. Han hævdede, at kulturelle nyvindinger sker meget sjældent, og at al kultur derfor er spredt fra et oprindelsessted, Egypten, til alle verdensdele.
Thor Heyerdahl var inspireret af Smiths teorier.[kilde mangler]